# Димітріе Ґіка
Димітріе Ґіка (рум. Dimitrie I. Ghica; 1875 — 1967) — румунський політик і дипломат. Був сином Йона Ґригоре Ґіка колишнього міністра національної оборони і закордонних справ.

## Біографія
Навчався в університеті Тулузи і в Паризькому інституті політичних досліджень. Вступив на дипломатичну службу в 1894 році секретарем румунського посольства в Римі, а також в Санкт-Петербурзі, Берні, Відні та Софії.
У 1919 році входив до складу румунської делегації на Паризькій мирній конференції 1919 року. Після цього дуже тісно співпрацював з Ніколае Тітулеску. Був міністром закордонних справ з 27 квітня 1931 року  по 5 червня 1932 року в уряді Ніколае Йорга. Був призначений повноважним міністром в Бельгії і Люксембурзі.
Вийшов у відставку в 1937 році.
Мав брата, румунського політика Владимира Ґіку.
Перевів «Історії Геродота» на румунську мову. Також опублікував дослідження з питань відносин між Францією та Румунськими князівствами під час Французької революції і Першої Французької імперії.

## Публікації
- Istoriile lui Erodot. Traducere română din limba originală însoţite de textul elinesc şi de note — 1894
- Franţa şi principatele Dunărene — 1789—1815 (republished Institutul European, 2008 — ISBN 978-973-611-511-0)